# Morinda longiflora
Morinda longiflora là một loài thực vật có hoa trong họ Thiến thảo. Loài này được G.Don mô tả khoa học đầu tiên năm 1834.